# Modżtaba Golejdż
Modżtaba Golejdż (pers. مجتبی گلیج; ur. 23 stycznia 1996) – irański zapaśnik walczący w stylu wolnym. Brązowy medalista mistrzostw świata w 2021 roku. 
Wicemistrz igrzysk azjatyckich w 2022. Triumfator halowych igrzysk azjatyckich w 2017. Mistrz Azji w 2020; drugi w 2018 i trzeci w 2023. Triumfator igrzysk solidarności islamskiej w 2021. Mistrz świata U-23 w 2017 i 2019, a także juniorów w 2015; trzeci na mistrzostwach Azji juniorów w 2014 roku.